# Lysimachia capillipes
Lysimachia capillipes är en viveväxtart som beskrevs av William Botting Hemsley. Lysimachia capillipes ingår i släktet lysingar, och familjen viveväxter. Utöver nominatformen finns också underarten L. c. cavaleriei.